# Со Мингю
Со Мингю́ (кор. 서민규; род. 14 октября 2008, Тэгу, Республика Корея) — южнокорейский фигурист, выступающий в одиночном катании. Серебряный (2025) и бронзовый призёр чемпионата Республики Корея (2023, 2024), чемпион мира среди юниоров (2024), серебряный призёр чемпионата мира среди юниоров (2025), серебряный призёр юниорского финала Гран-при (2024).

## Биография
Родился в 2008 году в Тэгу. Тренируется в родном городе, катается под руководством Ким Аён и Ким Ынджу. Вне фигурного катания увлекается ездой на велосипеде.
Короткую и произвольную программы сезона 2022/23 для Со поставил олимпийский чемпион Патрик Чан и его супруга Элизабет Чан (урождённая Патнам). Музыкальным сопровождением короткой программы стала песня Пола Анки «You Are My Destiny», а произвольной — саундтрек к фильму «Новый кинотеатр „Парадизо“» за авторством Эннио Морриконе.
В сезоне 2022/23 выступил на трёх турнирах. Сперва он соревновался в рамках международного юниорского Гран-при. На этапе в Чехии стал четвёртым, по результатам двух прокатов набрал 209,59 баллов. На втором турнире серии, который проходил в Польше, оказался на подиуме, завоевав бронзовую медаль. В силу возраста он мог совмещать выступления среди юниоров и взрослых. Поэтому после юниорских Гран-при участвовал во взрослом чемпионате Республики Корея. На чемпионате страны во второй раз в сезоне взял бронзу, завершив турнир позади Чха Джунхвана и Ким Хёнгёма.
В сентябре 2023 года занял первое место на этапе юниорского Гран-при Турции. Тем самым стал третьим южнокорейским фигуристом-одиночником, выигравшим один из турниров серии Гран-при среди юниоров. Ранее победителями от Республики Корея становились Ли Джунхён в 2014 году и Чха Джунхван в 2016 году.

## Программы
| Сезон   | Короткая программа                    | Произвольная программа                                                                  |
| ------- | ------------------------------------- | --------------------------------------------------------------------------------------- |
| 2024/25 | - «Лунная соната» Людвиг ван Бетховен | - «Singin’ in the Rain» (из кинофильма «Поющие под дождём») Джин Келли                  |
| 2023/24 | - «Flower Dance» DJ Okawari           | - «Le Temps Des Cathedrales» (из мюзикла «Нотр-Дам де Пари») в исполнении Джоша Гробана |
| 2022/23 | - «You Are My Destiny» Пол Анка       | - «Новый кинотеатр „Парадизо“» Эннио Морриконе                                          |

## Результаты
| Соревнования                | 22/23                       | 23/24                       | 24/25                       |
| Международные среди юниоров | Международные среди юниоров | Международные среди юниоров | Международные среди юниоров |
| --------------------------- | --------------------------- | --------------------------- | --------------------------- |
| Чемпионат мира              |                             | 1                           | 2                           |
| Финал Гран-при              |                             |                             | 2                           |
| Гран-при Чехии              | 4                           |                             | 1                           |
| Гран-при Польши             | 3                           |                             | 3                           |
| Гран-при Таиланда           |                             | 5                           |                             |
| Гран-при Турции             |                             | 1                           |                             |
| Национальные                |                             |                             |                             |
| Чемпионат Республики Корея  | 3                           | 3                           | 2                           |